# 1893 au Nouveau-Brunswick
Chronologie du Nouveau-Brunswick
- 1889
- 1890
- 1891
- 1892
- 1893
- 1894
- 1895
- 1896
- 1897

Cette page concerne des événements survenus en 1893 dans la province canadienne du Nouveau-Brunswick.

## Événements
- 21 mars : le député conservateur fédéral de Gloucester Kennedy Francis Burns est nommé sénateur.
- 21 septembre : 
  - Pierre-Amand Landry est le premier Acadien nommé juge à la Cour suprême du Nouveau-Brunswick.
  - John Boyd devient lieutenant-gouverneur du Nouveau-Brunswick.
- 20 décembre : John James Fraser succède à Samuel Leonard Tilley comme lieutenant-gouverneur du Nouveau-Brunswick.

## Naissances
- 7 janvier : George Manning McDade, député.
- 1er février : Frederick William Pirie, sénateur.
- 20 juin : Austin Claude Taylor, député, ministre et sénateur.
- 27 octobre : David Laurence MacLaren, lieutenant-gouverneur du Nouveau-Brunswick.

## Décès
- 15 mars : John McAdam, député.